# Caecilia leucocephala
Caecilia leucocephala (latim científico para "cecília de cabeça branca") é uma espécie de anfíbio gimnofiono. Está presente no Equador, Colômbia e Panamá. O seu habitat é subterrâneo.